# Marek Sell
Marek Sell (ur. 1951, zm. 13 czerwca 2004) – polski informatyk, twórca programu mks_vir.
W roku 1976 ukończył studia na Wydziale Matematyki sekcję Metod Numerycznych Uniwersytetu im. Adama Mickiewicza w Poznaniu. Karierę zawodową rozpoczynał w Instytucie Obróbki Plastycznej w Poznaniu, gdzie zajmował się metodami numerycznymi. Następnie pracował w Mera System w Warszawie, gdzie tworzył oprogramowanie komputera MERA-100 na rynek niemiecki. W uznaniu jego pracy został zaproszony do RFN, gdzie przez rok pracował nad stworzeniem od podstaw systemu DAMAST na komputery przedsiębiorstwa Compudata.
W roku 1987 stworzył pierwszy polski program antywirusowy – mks_vir, dystrybutorem programu było przedsiębiorstwo Apexim, w którym pracował.
Było tak do roku 1996, gdy założył własne przedsiębiorstwo MKS Sp. z o.o., które zajmowało się rozwijaniem tego programu i usługami informatycznymi. W ostatnim okresie zajmował się rozwijaniem programu, do czego zatrudnił zespół informatyków.
Trzy miesiące przed śmiercią zawarł umowę licencyjną z przedsiębiorstwem MKS, z której wynika, że jest on autorem programu mks_vir, chcąc w ten sposób zabezpieczyć rodzinę. Zmarł w nocy z 12 na 13 czerwca 2004.